# جب حمد الشلال
جب حمد الشلال قرية سوريّة تتبع إداريّاً لمحافظة حلب منطقة منبج ناحية خفسة، بلغ تعداد سكانها (1,180) نسمة حسب التعداد السكاني لعام 2004.